# Dominic Sena
Dominic Sena (n. 26 aprilie 1949, Niles⁠(d), Ohio, SUA) este un regizor american cunoscut pentru filmele sale Kalifornia (1993), Gone in 60 Seconds (2000) și Swordfish (2001).